# Calophyllum tomentosum
Calophyllum tomentosum là một loài thực vật có hoa thuộc họ Clusiaceae, tiếng Anh thường gọi là 'bintangur'.
Loài này chỉ có ở Sri Lanka.